# Elisa Séiquer
Elisa Séiquer Gutiérrez (14 d'agost de 1945 - 20 de juny de 1996) va ser una escultora espanyola nascuda a la Regió de Múrcia. El 1972 va rebre el premi Francisco Salzillo d'escultura.

## Biografia
Va néixer el 14 d'agost de 1945 a Múrcia i va començar els seus estudis a l'Escola d'arts i oficis de la ciutat, encara que aviat es va traslladar a València i posteriorment a Madrid per continuar amb la seva formació.
El 1963 va fer una de les seves primeres exposicions a la denominada Casa de la Cultura, que acull ara el Museu Arqueològic, i un any després va ser membre fundador del grup Aunar al costat dels pintors José María Párraga, Manuel Avellaneda i Aurelio Pérez Martínez i dels escultors Francisco Toledo Sánchez, José Toledo Sánchez i José Hernández Cano. Encara que el grup va tenir una vida efímera, en la seva primera exposició va mostrar un ànim de renovació i ruptura en el panorama artístic murcià.
El 1966 va realitzar l'escenografia de l'obra ¿Le gusta Shakespeare? en un teatre de Madrid i el 1968 va rebre un estímul econòmic per continuar la seva formació a París, arran de la valoració de la seva obra titulada «El acróbata». A partir de 1969 va iniciar el seu treball com a professora a l'educació secundària en diversos instituts de Iecla i posteriorment en altres ciutats de la regió: Múrcia, Mula i Las Torres de Cotillas.
Al juny de 1996 va morir a l'edat de cinquanta anys després d'una dura malaltia.

## Obra
La seva obra és figurativa encara que tracta el cos humà amb formes estilitzades en moviment i prescindint en ocasions d'algunes de les seves parts. No obstant això, també va realitzar alguns treballs d'escultura religiosa, com una imatge de Sant Pere per a l'església de Pliego. Encara que amb un estil molt diferent, va col·laborar també en el taller de Juan González Moreno i la seva obra apareix en una exposició que li ret homenatge en el MURAM.
Al llarg de la seva carrera artística, va dur a terme diverses exposicions en sales privades d'art de Múrcia, Madrid i altres ciutats, així com en el pavelló de la Regió de Múrcia a l'Expo de Sevilla de 1992. També s'han realitzat exposicions retrospectives després de la seva defunció.
La seva obra «Niños jugando», de principis dels anys vuitanta, va traslladar-se el 2008 a un jardí de la ciutat.